# Baumwollschwanzkaninchen
Die Baumwollschwanzkaninchen (Sylvilagus) sind eine Gattung aus der Familie der Hasen (Leporidae). Die 21 bekannten Arten leben allesamt auf dem amerikanischen Kontinent, vom südlichen Kanada bis ins nördliche Argentinien.

## Beschreibung

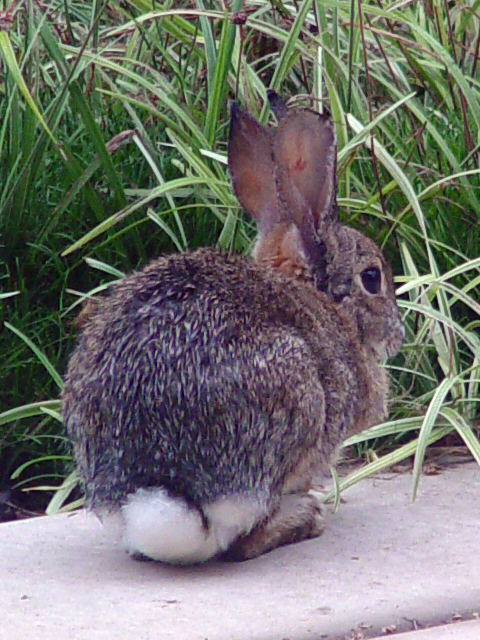
Namensgebender baumwollweißer Schwanz

Baumwollschwanzkaninchen (von englisch: cottontail rabbits) haben ihren Namen von ihrem Schwanz, der bei den meisten Arten oben braun und unten strahlend weiß wie Baumwolle (eng. Cotton) gefärbt ist. Das übrige Fell ist ebenfalls an der Oberseite graubraun oder rötlichbraun und an der Unterseite weiß. Die Ohren sind im Vergleich zu anderen Hasenarten mittellang. Diese Tiere erreichen eine Kopf-Rumpf-Länge von 22 bis 47 Zentimeter und ein Gewicht von 250 bis 2700 Gramm, wobei die Weibchen meist etwas größer als die Männchen sind.

## Lebensweise
Baumwollschwanzkaninchen bestechen durch die Vielzahl von Lebensräumen. So gibt es Arten, die in Sümpfen leben und bei Gefahr untertauchen ebenso wie Arten, die Wälder und Buschland bewohnen und sogar auf Bäume klettern als auch Arten in der Wüste und in Gebirgsregionen. Gemeinsam ist ihnen das Bedürfnis nach Deckungsmöglichkeiten, insbesondere in Form von niedriger Vegetation. Diese Tiere graben keine Baue, obwohl sie gelegentlich die Bauten anderer Tiere benutzen oder sich in Erdhöhlen oder ins dichte Unterholz zurückziehen. Die meisten Arten sind dämmerungs- oder nachtaktiv, können aber manchmal auch tagsüber beobachtet werden. Sie leben meist einzelgängerisch und sind das ganze Jahr über aktiv.

## Nahrung
Sie ernähren sich je nach Lebensraum von unterschiedlichen pflanzlichen Materialien, einen Großteil bilden jedoch Gräser und Kräuter. In den kühleren Regionen im Winter nehmen sie auch Rinde oder Zweige zu sich.

## Fortpflanzung
Die Paarungszeit hängt vom Lebensraum ab: in den nördlichen USA liegt sie beispielsweise zwischen Februar und September, in den Tropen können sie das ganze Jahr über Nachwuchs zur Welt bringen. Die Weibchen werfen mehrmals pro Jahr, durchschnittlich drei bis viermal, in Ausnahmefällen auch bis zu achtmal. Die Tragzeit beträgt je nach Art zwischen vier und sechs Wochen. Die Wurfgröße liegt im Durchschnitt zwischen drei und sechs Jungtieren, kann aber auch zwölf Neugeborene umfassen. Baumwollschwanzkaninchen kommen nackt und blind zur Welt, öffnen nach vier bis sieben Tagen die Augen und bewegen sich nach zwei Wochen erstmals aus dem Nest. Nach vier bis fünf Wochen werden sie entwöhnt. Die meisten Tiere pflanzen sich erst in ihrem zweiten Lebensjahr das erste Mal fort. Die durchschnittliche Lebenserwartung in freier Natur wird auf fünfzehn Monate geschätzt, das Höchstalter eines Tieres in Gefangenschaft betrug neun Jahre.

## Systematik

### Äußere Systematik

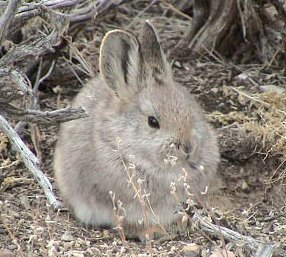
Das Zwergkaninchen ist die Schwesterart der Baumwollschwanzkaninchen

Auf der Basis von molekularbiologischen Daten wurde von Conrad A. Matthee et al. 2004 ein Kladogramm entwickelt, das die phylogenetischen Verwandtschaften der Gattungen innerhalb der Hasen zueinander darstellt. Demnach ist das Zwergkaninchen (Brachylagus idahoensis) die Schwesterart der Gattung der Baumwollschwanzkaninchen und bildet mit diesen ein Taxon. In unterschiedlichen Systematiken wurde es diesen auch bereits zugeordnet.
Dieser Gruppe steht ein Taxon aus vier jeweils monotypischen Gattungen mit dem Wildkaninchen (Oryctolagus cuniculus), dem Borstenkaninchen (Caprolagus hispidus), dem Buschmannhase (Bunolagus monticularis) und dem Ryukyu-Kaninchen (Pentalagus furnessi) gegenüber, während die Echten Hasen (Lepus) die Schwestergattung der Gesamtgruppe darstellt.

### Die Arten
Die Systematik und die genaue Artenzahl der Baumwollschwanzkaninchen ist je nach betrachteter Systematik unterschiedlich und noch nicht abschließend geklärt. Während die Gattung nach Chapman und Flux 1990 13 Arten beinhaltet, sind es nach Wilson & Reader 2005 und dem Handbook of the Mammals of the World 2016 je 17 Arten, wobei sich die Zuordnung teilweise unterscheidet. Die folgende Liste richtet sich nach dem Handbook of the Mammals of the World von 2016 bezieht aber auch einzelne neuere Ergebnisse mit ein:
- Sylvilagus andinus, ist in den Andengebieten Ecuadors heimisch, ursprünglich eine Unterart des Tapeti.[6]
- Sylvilagus apollinaris kommt in den östlichen Anden vor, ursprünglich eine Unterart des Tapeti.[7][6]
- Das Sumpfkaninchen (S. aquaticus) ist besonders an das Wasserleben angepasst. Sein Lebensraum sind Sümpfe und andere feuchte Lebensräume im Süden der USA (vom östlichen Texas und Kansas bis South Carolina). Es ist ein ausgezeichneter Schwimmer und verbirgt sich auch vor Feinden, indem es bewegungslos im Wasser liegt, wobei nur die Nasenspitze herausschaut. Das Sumpfkaninchen ist der größte Vertreter der Baumwollschwanzkaninchen, im Gegensatz zu den anderen Arten sind bei ihm die Geschlechter gleich groß.
- Das Audubon-Baumwollschwanzkaninchen (S. audubonii) lebt in Wüsten und anderen trockenen Regionen in den südwestlichen USA und in Mexiko.
- Das Strauchkaninchen (S. bachmani) kommt in den westlichen USA (in Oregon und Kalifornien) und auf der Halbinsel Niederkalifornien vor. Sein bevorzugter Lebensraum sind buschbestandene Regionen. Es ist eine relativ kleine, stahlgrau gefärbte Art. Erstaunlich sind Beobachtungen, wonach diese Art sogar auf Büsche klettert.
- Das Tapeti oder Brasilien-Waldkaninchen (S. brasiliensis) ist vom östlichen Mexiko bis in das nördliche Argentinien beheimatet. Es ist vorwiegend ein Bewohner der tropischen Wälder. Im Gegensatz zu anderen Arten bringt es nur einmal im Jahr Nachwuchs zur Welt, die Tragzeit ist mit sechs Wochen länger und die Wurfgröße mit nur zwei kleiner als die anderer Baumwollschwanzkaninchen.
- Vom Mexikanischen Baumwollschwanzkaninchen (S. cunicularius), das ein kleines Gebiet im südwestlichen Mexiko bewohnt, ist nicht viel bekannt.
- Das Dice-Baumwollschwanzkaninchen (S. dicei) ist eng mit dem Brasilien-Waldkaninchen verwandt, es lebt in Costa Rica und Panama und gilt als bedroht.
- Das Florida-Waldkaninchen (S. floridanus) kommt vom östlichen und mittleren Teil Kanadas und der USA bis Kolumbien vor. Es hat von allen Arten die größte Vielfalt an Lebensräumen und findet sich sowohl in Wüsten und Steppen als auch in Wäldern, Sümpfen und in der Nähe menschlicher Siedlungen. Hefners Florida-Waldkaninchen (S. floridanus hefneri) wurde zu Ehren des Playboy-Gründers Hugh Hefner benannt und gilt als sehr seltene Unterart.
- Sylvilagus fulvescens lebt in den westlichen und zentralen Anden, ursprünglich eine Unterart des Tapeti.[7][6]
- Das Mittelamerikanische Tapeti (Sylvilagus gabbi) lebt in Mittelamerika von Mexiko bis Panama und wurde ursprünglich dem Tapeti zugeordnet, jedoch 2007 als eigenständige Art abgegrenzt.
- Das Tres-Marias-Baumwollschwanzkaninchen (S. graysoni) ist auf den Tres-Marias-Inseln vor der Westküste Mexikos endemisch. Wegen seines kleinen Verbreitungsgebietes gilt es als bedroht.
- Das Omilteme-Baumwollschwanzkaninchen (S. insonus) kommt nur in einem kleinen Gebiet im mexikanischen Bundesstaat Guerrero vor. Von dieser Art sind nur wenig Sichtungen bekannt, es gilt als stark bedroht.
- Ein enger Verwandter ist das San-José-Strauchkaninchen (S. mansuetus), das nur von der Insel San José östlich der Halbinsel Niederkalifornien bekannt ist.
- Das Berg-Baumwollschwanzkaninchen (S. nuttallii) bewohnt gebirgige Region im Nordwesten der USA.
- Der Artstatus von Sylvilagus obscurus aus den Appalachen ist umstritten, es könnte auch eine Unterart des Neuengland-Baumwollschwanzkaninchens sein; ihr Lebensraum sind vorwiegend dichte Wälder. Da ihr Siedlungsgebiet immer weiter verkleinert wird und sie nur mehr ein zerstückeltes Verbreitungsgebiet hat, gilt sie als gefährdet.
- Das Marschkaninchen (S. palustris) wird manchmal ebenfalls als Sumpfkaninchen bezeichnet und ähnelt diesem in der Lebensweise, hat aber ein weiter östlich gelegenes Verbreitungsgebiet, und zwar die atlantische Küstenebene der USA von Virginia bis Florida.
- Sylvilagus parentum wurde 2017 beschrieben. Die Art kommt in Suriname vor.[8]
- Texas-Baumwollschwanzkaninchen (S. robustus)
- Sylvilagus sanctaemartae, 1950 von Philip Hershkovitz als eigenständige Art beschrieben, galt längere Zeit als Synonym von S. brasiliensis. 2017 wurde die Art erneut als valide anerkannt,[8] andere Autoren sehen sie als identisch mit S. gabbi an.[7]
- Das Neuengland-Baumwollschwanzkaninchen (S. transitionalis) ist in den östlichen USA beheimatet.
- Das Venezuela-Baumwollschwanzkaninchen (S. varynaensis) kommt nur im Flachland des zentralen Venezuela vor.

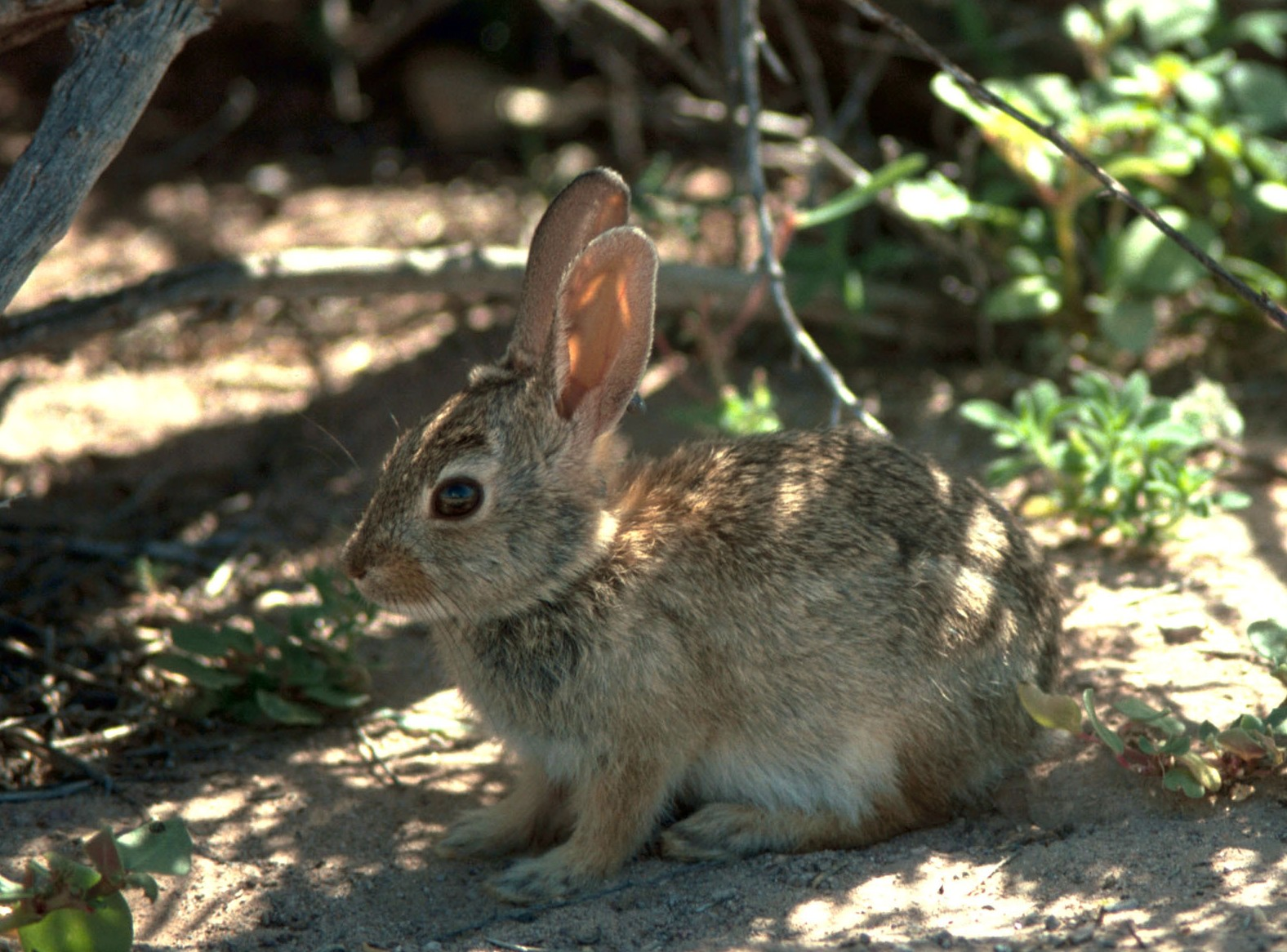
Audubon-Baumwollschwanzkaninchen

Das ursprünglich eigenständige Manzano-Baumwollschwanzkaninchen (S. cognatus) ist im Handbook of the Mammals of the World von 2016 nicht mehr enthalten. Auch Sylvilagus parentum und Sylvilagus sanctaemartae sind dort nicht gelistet, da sie erst 2017 beschrieben oder neu etabliert wurden.

## Bedrohung
Baumwollschwanzkaninchen haben viele natürliche Feinde, darunter Kojoten, Füchse, Wiesel, Greifvögel und Eulen. Vom Menschen werden sie ebenfalls gejagt, zum Teil als Sport, zum Teil wegen ihres Fleisches oder weil sie Felder verwüsten. In manchen Staaten der USA gelten sie als beliebtestes Jagdwild. In manchen Regionen stellt der Verlust des Lebensraumes eine Bedrohung dar. Vier Arten werden von der IUCN als gefährdet oder bedroht gelistet.
Für die Myxomatose sind Baumwollschwanzkaninchen – im Gegensatz zu den europäischen Wildkaninchen – nur wenig empfänglich. Sie zeigen allenfalls geringe Krankheitserscheinungen, stellen aber ein natürliches Erregerreservoir dar.